# Sagittario-Sparganietum emersi
Sagittario-Sparganietum emersi – zespół roślinności słodkowodnej budowany głównie przez jeżogłówkę pojedynczą i strzałkę wodną. Niektóre płaty są zdominowane przez jeden z tych gatunków, a niektóre przez oba w podobnym stopniu. W systemie Władysława Matuszkiewicza należy do związku Phragmition (w grupie szuwarów typowych ze znacznym udziałem gatunków wodnych i brakiem nawiązań do szuwarów wielkoturzycowych), podczas gdy Henryk Tomaszewicz włączał go do niewydzielanego przez Matuszkiewicza związku Eleocharido-Sagittarion (związku szuwarów właściwych budowanych przez niskie byliny). Ponadto Tomaszewicz sugeruje, że trzecim gatunkiem charakterystycznym może być łączeń baldaszkowy.

## Charakterystyka
Szuwar zajmujący stosunkowo płytkie wody stojące lub płynące (zwykle do 1 m głębokości). W zbiornikach występuje w różnych strefach szuwarów, w wodach płynących zwykle sąsiaduje ze zbiorowiskami typowo wodnymi. Rozległe płaty tworzy rzadko. Podłoże mineralne, rzadziej mineralno-organiczne. Woda zasadowa. Zbiorowisko o niewielkiej roli w lądowaceniu jezior.
Występowanie
W Polsce pospolite głównie w centralnej i północnej części kraju.
Charakterystyczna kombinacja gatunków
ChAss. : jeżogłówka pojedyncza (Sparganium emersum), strzałka wodna (Sagittaria sagittifolia).
ChAll. : tatarak zwyczajny (Acorus calamus), sitowiec nadmorski (Bulboschoenus maritimus), łączeń baldaszkowy (Butomus umbellatus), kropidło wodne (Oenanthe aquatica), rzepicha ziemnowodna (Rorippa amphibia), strzałka wodna (Sagittaria sagittifolia), oczeret jeziorny (Schoenoplectus lacustris), jeżogłówka pojedyncza (Sparganium emersum), jeżogłówka gałęzista (Sparganium erectum).
ChCl. : żabieniec babka wodna (Alisma plantago-aquatica), ponikło błotne (Eleocharis palustris), skrzyp bagienny (Equisetum fluviatile), manna mielec (Glyceria maxima), trzcina pospolita (Phragmites australis), szczaw lancetowaty (Rumex hydrolapathum), oczeret Tabernemontana (Schoenoplectus tabernaemontani), marek szerokolistny (Sium latifolium), pałka szerokolistna (Typha latifolia).
Typowe gatunki
Charakterystyczna kombinacja gatunków zbiorowiska ma znaczenie dla diagnostyki syntaksonomicznej, jednak nie wszystkie składające się na nią gatunki występują często. Dominantem jest jeżogłówka pojedyncza, strzałka wodna lub oba te gatunki. Dominantem może być też łączeń baldaszkowy. Inne częściej występujące gatunki to: rzepicha ziemnowodna, manna mielec i kropidło wodne. Ponadto dość często występują gatunki typowo wodne – pływające lub zanurzone.